# آب‌روها
آب‌روها (نام علمی: Libellula) نام یک سرده از خانواده آسیابک‌های آب‌نشین است.